# Chajul
Chajul é uma cidade da Guatemala do departamento de El Quiché.